# ليمون بوني
الليمون البوني أو برتقال بُنكان أو برتقال العسل الصيني (الاسم العلمي:Citrus poonensis) هو نوع من النباتات يتبع جنس الليمون من الفصيلة السذابية.